# Georges Moeckli
Georges Moeckli (* 14. Februar 1889 in La Neuveville; † 9. Juni 1974 in Delémont) war ein Schweizer Politiker (SP). Er gehörte dem Nationalrat, dem Regierungsrat des Kantons Bern und dem Ständerat an. 1947 stand er im Mittelpunkt der Moeckli-Affäre, die den Beginn einer langen Kette von Ereignissen bis zur Gründung des Kantons Jura bildete und somit ein zentrales Ereignis der Jurafrage ist.

## Biografie
Seine Vorfahren stammten ursprünglich aus Basadingen im Kanton Thurgau und liessen sich um 1850 in La Neuveville am Bielersee nieder, wo sie bald grossen Einfluss erlangten. Sein Vater Théodore Moeckli war Gemeindepräsident und sass von 1919 bis 1922 für die FDP im Nationalrat. Georges Moeckli absolvierte das Lehrerseminar in Porrentruy. Nachdem er von 1907 bis 1911 in Belprahon und Courrendlin als Primarlehrer unterrichtet hatte, bildete er sich an der Universität Neuchâtel und an der Universität Bern zum Sekundarlehrer aus. Anschliessend arbeitete er von 1915 bis 1938 als Deutschlehrer am Progymnasium in Delémont. 1918 heiratete er Dina Hortense Joray. 
Unter dem Eindruck der sozialen Not während und nach dem Ersten Weltkrieg engagierte sich Moeckli als junger Offizier mit Aktivdiensterfahrung ab 1919 für die Sozialdemokraten, wobei er dem gemässigten Flügel angehörte. Er präsidierte von 1926 bis 1937 die Sektion Delémont, von 1940 bis 1959 die SP Jura. Ab 1921 war er Mitglied des Gemeinderates von La Neuveville, dem er 15 Jahre lang angehörte. Nachdem er 1932 in den Grossen Rat gewählt worden war, folgte 1935 die Wahl in den Nationalrat. Nach nur einer Legislaturperiode trat er zurück, da er 1938 in den Berner Regierungsrat gewählt wurde. Als Leiter der Fürsorgedirektion befasste er sich hauptsächlich mit der Kriegsfürsorge bzw. der Einführung der AHV.
Nach dem Tod von Regierungsrat Ernst Reinhard am 18. Juni 1947 wollte Moeckli mit Unterstützung der übrigen Regierungsräte dessen Posten im Bau- und Eisenbahndepartement übernehmen. Doch auch Samuel Brawand, ein Parteikollege Moecklis, erhob Anspruch darauf. Auf Antrag von Hans Tschumi (BGB) aus Interlaken sprach der Grosse Rat am 9. September 1947 das Amt überraschend Brawand zu. Eine entscheidende Rolle spielte dabei die Tatsache, dass Brawand deutschsprachig war, Moeckli hingegen französischsprachig. Ein Wiedererwägungsantrag scheiterte am 17. September, was im Jura eine Protestwelle auslöste und zur Gründung der separatististischen Organisation Mouvement séparatiste jurassien (1951 in Rassemblement jurassien umbenannt) führte. Moecklis Brüskierung stand zwar nicht am Ursprung der Jurafrage, wirkte aber ohne eigenes Dazutun als Katalysator und löste eine Kette von Ereignissen aus, die 1979 zur Gründung des Kantons Jura führten.
Als eine Art Wiedergutmachung wurde Moeckli 1948 vom Grossen Rat in den Ständerat gewählt, dem er bis 1959 angehörte. In der Jurafrage nahm Moeckli stets eine reservierte und neutrale Haltung ein. Er blieb bis 1959 auch im Regierungsrat und setzte sich nach seinem Rücktritt für eine bessere Verkehrserschliessung des Jura ein.